# KBS 뉴스 930 충북
《KBS 뉴스 930 충북》은 KBS 청주 1TV에서 매주 평일 오전 9시 45분에 방송 중인 충북 지역 뉴스 프로그램이다.

## 개요
KBS 청주 뉴스 930으로 읽는다.

## 앵커
| 대수 | 진행자          | 진행 기간                         | 비고        |
| ---- | --------------- | --------------------------------- | ----------- |
| 1대  | 이만영 기자     | 일자 미상 ~ 2024년 2월 2일        |             |
| 2대  | 김윤혜 아나운서 | 2024년 2월 5일 ~ 2024년 11월 29일 | [ 1 ] [ 2 ] |
| 3대  | 이해수 아나운서 | 2024년 12월 2일 ~ 2025년 4월 4일  | [ 3 ]       |
| 4대  | 안지현 아나운서 | 2025년 4월 7일 ~ 현재             | [ 4 ]       |

## 경쟁 프로그램
- 930 MBC 뉴스 충북 (MBC 충북 TV)
- CJB 뉴스 (1020) (CJB TV)